# 保亭柿
保亭柿（学名：Diospyros potingensis）为柿科柿属下的一个种。該物種主要分佈於中華人民共和國广东省、海南省和广西壯族自治區西南部以及越南社會主義共和國广宁省。

## 扩展阅读
- 維基物種上的相關：保亭柿